# Adriano Aguiari
Adriano Aguiari (Milano, 14 novembre 1941) è un ex rugbista a 15 italiano, di ruolo tre quarti ala.
Cresciuto nel Sempione dove esordisce in prima squadra, nel 1965, complice la leva militare, passa alla squadra della Marina Militare con cui viene promosso dalla Serie C alla Serie B. Dopo un'ulteriore stagione coi militari, passa alla Amatori Rugby con cui rimane fino al 1970.
Raccolse una presenza in nazionale il 7 maggio 1967 nell'incontro vinto contro il Portogallo.